# Boris Kreiman
Boris Kreiman, ros. Борис Крейман (ur. 7 czerwca 1976 w Moskwie) – amerykański szachista pochodzenia rosyjskiego, arcymistrz od 2004 roku.

## Kariera szachowa
W szachy gra od 5. roku życia. W tym wieku zaczął uczęszczać do moskiewskiej szkoły szachowej. W wieku 13 lat jego rodzina wyemigrowała do Stanów Zjednoczonych i osiadła w Brighton Beach w nowojorskim Brooklynie. W późniejszym czasie trenował wspólnie z m.in. Gatą Kamskim i Aleksiejem Jermolinskim.
W 1993 zadebiutował na światowej liście rankingowej, z wysokim wynikiem 2400 punktów. W 1993 i 1996 dwukrotnie zdobył tytuły mistrza Stanów Zjednoczonych juniorów (w pierwszym przypadku pokonując w dogrywce o złoty medal Joshuę Waitzkina). W obu tych latach reprezentował USA na mistrzostwach świata juniorów do 20 lat.
Normy na tytuł arcymistrza wypełnił w latach 1997 (w Heraklionie), 1999 (w Filadelfii, turniej World Open) oraz 2002 (w Seattle, finał mistrzostw Stanów Zjednoczonych). Czterokrotnie (1994, 2002, 2003, 2006) startował w finałach mistrzostw USA, największy sukces odnosząc w 2002 w Seattle, gdzie zdobył brązowy medal. Do innych jego sukcesów w turniejach międzynarodowych należą m.in.: dz. II m. w Oak Brook (1996, wspólnie z m.in. Arturem Jusupowem), dz. I m. w Toronto (1998, wspólnie z Igorem Nowikowem, Aleksandrem Szabałowem, Dmitrijem Gurewiczem i Danny Goldenbergiem), dz. II m. w Hampstead (1998, za Jamesem Plaskettem, wspólnie z Krishnanem Sasikiranem) oraz dz II m. w Los Angeles (2004, turniej American Open, za Meliksetem Chaczijanem, wspólnie z Andranikiem Matikozjanem).
Najwyższy ranking w karierze osiągnął 1 stycznia 1997, z wynikiem 2515 punktów dzielił wówczas 24-25. miejsce (wspólnie z Siergiejem Kudrinem) wśród amerykańskich szachistów.